# 林産物
林産物（りんさんぶつ）とは、森林によって得られる生産物のことを指す。森林から得られる主要な資源は木材だけでなく、その他にも様々な自然資源が含まれる。

## おもな林産物
- 木材
  - 杉 - ヒノキ - 松 - 桜 - カシ - 樫 - 檜
- 樹脂
  - 松脂 - ゴムノキの樹脂
- きのこ
  - シイタケ - マイタケ - エノキタケ - ナメコ
- 山菜
  - タラの芽 - ウド - コゴミ - ゼンマイ
- 果実
  - クリ - 柿 - ブルーベリー - ラズベリー
- 薬草
  - ドクダミ - ヨモギ - クコの実 - ミント